# Übereinkommen über die frühzeitige Benachrichtigung bei nuklearen Unfällen
Das Übereinkommen über die frühzeitige Benachrichtigung bei nuklearen Unfällen (englisch Convention on Early Notification of a Nuclear Accident) ist ein multilaterales Abkommen zur Förderung eines schnellen Informationsaustausches im Falle eines nuklearen Unfalls. Das Abkommen wurde in Folge der Nuklearkatastrophe von Tschernobyl unter Federführung der Internationalen Atomenergie-Organisation (IAEO) konzipiert und am 26. September 1986 in Wien verabschiedet. Bislang wurde das Abkommen von 119 Vertragsparteien (darunter auch die Europäische Atomgemeinschaft, die Ernährungs- und Landwirtschaftsorganisation der Vereinten Nationen, die Weltgesundheitsorganisation und die Weltorganisation für Meteorologie) ratifiziert, wobei Bulgarien, Ungarn, Polen und die Mongolei wieder vom Abkommen zurückgetreten sind. Die Zustimmung des deutschen Bundestages und Bundesrates sowie die Veröffentlichung einer deutschen Übersetzung erfolgten im Mai 1989 (BGBl. II S. 434).

## Ziele und Inhalt
Das Übereinkommen soll einen schnellen und sachdienlichen Informationsaustausch über einen nuklearen Unfall fördern, um grenzüberschreitende radiologische Auswirkungen auf Mensch und Umwelt möglichst minimieren zu können. Zu diesem Zweck werden Informationspflichten  der Vertragsstaaten für den Fall eines Unfalls im jeweiligen Hoheitsgebiet, Aufgaben der IAEO sowie Mindestanforderungen an die zu übermittelnden Informationen über einen Unfall definiert.

## Aufgaben der IAEO
Die Internationale Atomenergie-Organisation dient als Informationsmakler für die Vertragsparteien. Nach Eingang einer entsprechenden Benachrichtigung leitet sie Informationen über den Unfall an möglicherweise oder tatsächlich betroffene Staaten und in Betracht kommende internationale Organisationen weiter. Vertragsstaaten werden erhaltene Informationen zudem auf Anforderung hin übermittelt.

## Aufgaben der Vertragsstaaten
Vertragsstaaten verpflichten sich, im Falle eines nuklearen Unfalls möglicherweise oder tatsächlich betroffene Staaten entweder unmittelbar oder über die IAEO zu benachrichtigen. Die zu übermittelnden Informationen, die in jedem Fall an die IAEO weiterzugeben sind, umfassen:
- Den Zeitpunkt, den Ort und die Art des nuklearen Unfalls,
- Die betroffene Anlage oder Tätigkeit,
- Die tatsächliche oder angenommene Ursache des Unfalls,
- Eine Vorhersage über die Entwicklung des Unfalls bezüglich grenzüberschreitender Freisetzungen radioaktiver Stoffe,
- Allgemeine Merkmale der Freisetzungen wie z. B. der Nuklidvektor,
- Informationen über derzeitige meteorologische und hydrologische Bedingungen sowie deren Prognose,
- Daten der radiologischen Umweltüberwachung,
- Informationen über geplante und ergriffene Schutzmaßnahmen und
- Weitere Freisetzungsprognosen.

## Technische Umsetzung
Zur Umsetzung des Übereinkommens betreibt die IAEO das Webportal USIE (englisch Unified System for Information Exchange). Nationale Fachbehörden (englisch National Competent Authority) können mit Hilfe dieses Webportals ihren Informations- und Meldepflichten im Notfall nachkommen. Alternative Meldewege und eine Beschreibung weiterer Einzelheiten sind im entsprechenden Handbuch der IAEO (englisch Operations Manual for Incident and Emergency Communication) dargestellt. In Deutschland ist das Bundesministerium für Umwelt, Naturschutz, Bau und Reaktorsicherheit die zuständige Fachbehörde.